# Châteauneuf-de-Galaure
Châteauneuf-de-Galaure ist eine französische Gemeinde im Département Drôme. Châteauneuf-de-Galaure gehört zum Arrondissement Valence und zum Kanton Drôme des collines. Die Gemeinde hat 1.807 Einwohner (Stand: 1. Januar 2022), die Castelneuvois genannt werden.

## Geographie
Châteauneuf-de-Galaure liegt etwa 45 Kilometer westlich von Grenoble am Galaure. Umgeben wird Châteauneuf-de-Galaure von den Nachbargemeinden Saint-Sorlin-en-Valloire im Norden, Hauterives im Nordosten, Saint-Martin-d’Août im Osten und Südosten, Saint-Avit im Süden, Saint-Jean-de-Galaure im Westen und Südwesten sowie Anneyron im Westen und Nordwesten.

## Bevölkerungsentwicklung
| Jahr                       | 1911 | 1962 | 1968 | 1975 | 1982 | 1990 | 1999 | 2006 | 2013 |
| -------------------------- | ---- | ---- | ---- | ---- | ---- | ---- | ---- | ---- | ---- |
| Einwohner                  | 1233 | 1182 | 1153 | 1153 | 1252 | 1246 | 1276 | 1481 | 1752 |
| Quellen: Cassini und INSEE |      |      |      |      |      |      |      |      |      |

## Sehenswürdigkeiten
- Kirche Saint-Bonnet, ursprünglich um 880 nachgewiesener Kirchbau, im 10. Jahrhundert wieder errichtet, beseitigt und neu errichtet 1886
- Kirche Saint-Jean aus dem 19. Jahrhundert
- Kirche von Charrière aus dem 15./16. Jahrhundert, früher Teil eines Franziskanerklosters
- Schloss Montchenu
- Schloss Rois
- Reste eines Donjons
- Wehrhof Merlière aus dem 16. Jahrhundert

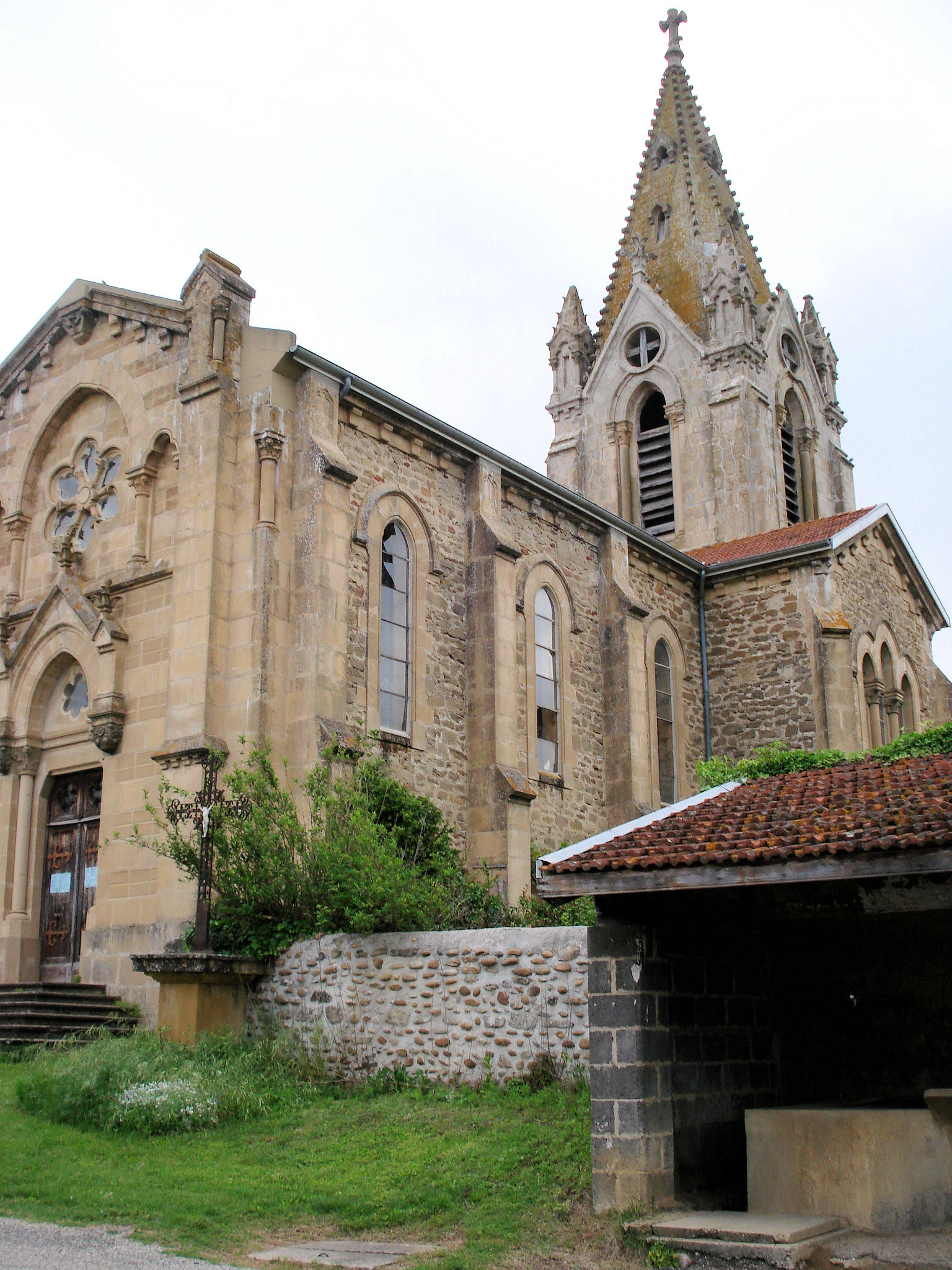
Kirche Saint-Bonnet
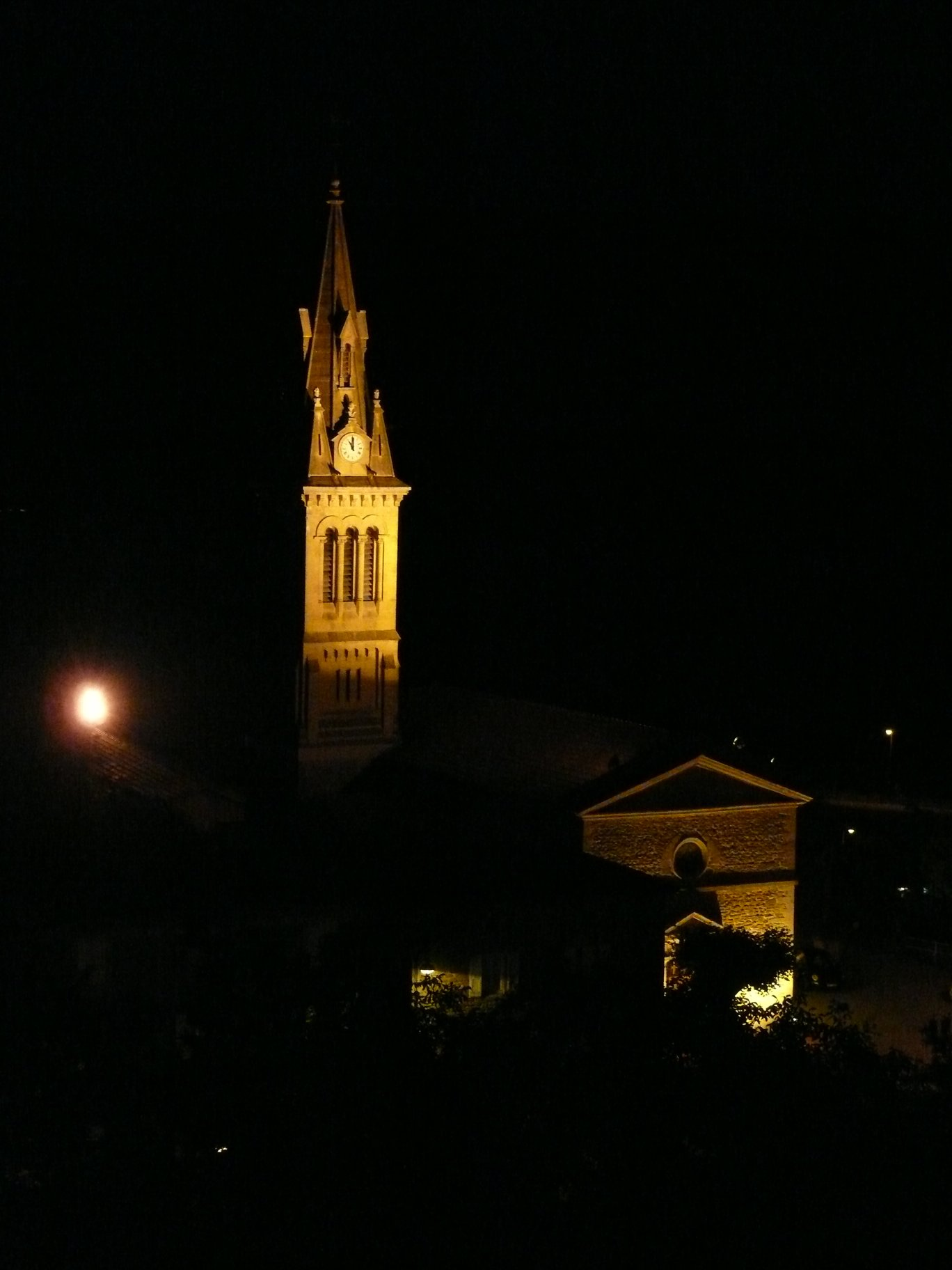
Kirche Saint-Jean
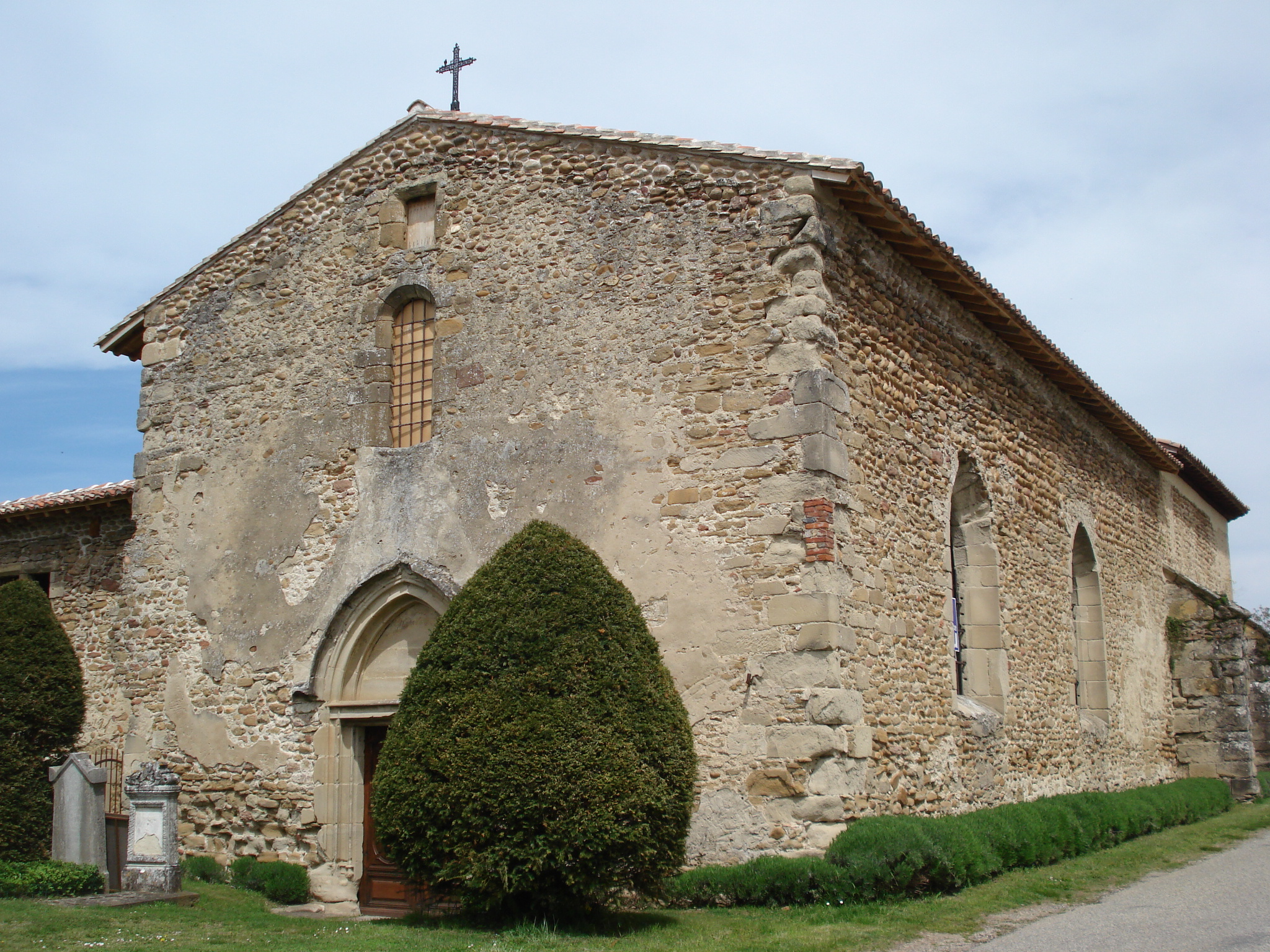
Kirche von Charrière

## Persönlichkeiten
- Georges Finet (1898–1990), engster Vertrauter von Marthe Robin und Mitgründer der Foyers de Charité.
- Marthe Robin (1902–1981), Mystikerin